# Kárbin Ákos
Kárbin Ákos magyar történész, levéltáros, egyetemi oktató.

## Élete
Tanulmányait a kazincbarcikai Pollack Mihály Úti Általános Iskolában kezdte meg, majd a kazincbarcikai Ságvári Endre Gimnázium humán szakját végezte el; érdeklődése már gimnazistaként a történelem felé fordult.

### Felsőbb tanulmányai
- 2003–2007: Eszterházy Károly Főiskola, Eger, Bölcsészettudományi Kar, Történelem szak
- 2004–2008: Eszterházy Károly Főiskola, Eger, Tanárképzési és Tudástechnológiai Kar, Pedagógia szak
- 2007–2009: Eszterházy Károly Főiskola, Eger, Bölcsészettudományi Kar, Történelem egyetemi kiegészítő képzés
- 2009–2012: Eötvös Loránd Tudományegyetem, Budapest, Bölcsészettudományi Kar, Történelemtudományi Doktori Iskola, Új- és jelenkori magyar történeti program
- 2011–2012: Humboldt-Universität zu Berlin, Philosophische Fakultät I., Institut für Geschichtswissenschaften Sozial- und Wirtschaftsgeschichte
- 2015 Eötvös Loránd Tudományegyetem, Budapest, Bölcsészettudományi Kar, Történelemtudományi Doktori Iskola, PhD fokozat, summa cum laude minősítéssel. Disszertáció címe: Wekerle Sándor és az Osztrák–Magyar Monarchia valutareformjának kezdeti lépései 1889–1893. Döntéshozatal és megvalósítás

### Munkahelyei
2008–2015 között levéltárosként dolgozott a Heves Megyei Levéltárban, majd a Budapest Főváros Levéltárához került, ahol 2015–2017 között főlevéltáros volt. A következő két évet a Veritas Történetkutató Intézetben töltötte csoportvezetőként, majd 2019 és 2022 közt a Magyar Nemzeti Levéltár Országos Levéltárában volt az 1945 utáni Politikai Kormányszervek és Pártiratok Főosztályának előbb főosztályvezetője, majd főlevéltárosa.

### Belföldi ösztöndíjai
- 2012/04 Andrássy Universität Budapest, Donau-Institut für Interdisziplinäre Forschung. Projekt: Wirtschaft und Wohlstand in Mitteleuropa im Vergleich. 1867 bis zur Gegenwart.
- 2013/01 Humboldt-Universität zu Berlin, Philosophische Fakultät I. Institut für Geschichtswissenschaften Sozial- und Wirtschaftsgeschichte. Geschichte des Reichsministeriums im „Dritten Reich“. Vorstudie für das Bundesministerium für Arbeit und Soziales

### Külföldi ösztöndíjai
- 2011/08 – 2012/01: Deutscher Akademischer Austauschdienst (DAAD). Forschungsstipendien für Doktoranden und Nachwuchswissenschaftler. Humboldt-Universität zu Berlin (6 hónap)
- 2012/09 – 2012/10: Osztrák-Magyar Akció Alapítvány. Stipendium der AÖU für Universitätslehrer. Universität Wien (1 hónap)
- 2013/05 – 2013/06: Campus Hungary. Rövid tanulmányút. Das Bankhistorische Archiv der Oesterreichischen Nationalbank Wien (1 hónap)
- 2013/10 – 2013/11 Osztrák-Magyar Akció Alapítvány. Ernst Mach-Stipendium. Universität Wien (1 hónap)

### Oktatói tevékenysége
- 2010/09 – 2011/01: Debreceni Egyetem, Bölcsészettudományi Kar, Történelmi Intézet. Kurzus: Politikusi portrék a dualizmus korában
- 2010/09 – 2011/01: Eszterházy Károly Főiskola, Bölcsészettudományi Kar. Kurzus: Pénz beszél… A pénz kultúrtörténete
- 2013/09 – 2014/01: Eszterházy Károly Főiskola, Bölcsészettudományi Kar, Történelemtudományi Intézet. Kurzus: Levéltári alapismeretek
- 2014/09 – 2015/01: Eszterházy Károly Főiskola, Tanárképzési és Tudástechnológiai Kar, Neveléstudományi Intézet. Kurzus: Pedagógiai gondolkodók
- 2014/09 – 2015/01: Eszterházy Károly Főiskola, Tanárképzési és Tudástechnológiai Kar, Neveléstudományi Intézet. Kurzus: Neveléstörténet
- 2015/02 – 2015/06: Eszterházy Károly Főiskola, Tanárképzési és Tudástechnológiai Kar, Neveléstudományi Intézet. Kurzus: A magyar nevelés történetének forrásai
- 2015/09 – 2016/01: Eszterházy Károly Főiskola, Tanárképzési és Tudástechnológiai Kar, Neveléstudományi Intézet. Kurzus: Pedagógiai gondolkodók
- 2015/09 – 2016/01: Eszterházy Károly Főiskola, Tanárképzési és Tudástechnológiai Kar, Neveléstudományi Intézet. Kurzus: Neveléstörténet
- 2018/09 – 2019/01: Eötvös Loránd Tudományegyetem, Állam- és Jogtudományi Kar, Magyar Állam- és Jogtörténeti Tanszék. Kurzus: Az Osztrák–Magyar Monarchia, mint közös birodalom.
- 2019/09 – 2020/01: Eötvös Loránd Tudományegyetem, Állam- és Jogtudományi Kar, Magyar Állam- és Jogtörténeti Tanszék. Kurzus: Az Osztrák–Magyar Monarchia, mint közös birodalom
- 2020/02 – 2020/06: Eötvös Loránd Tudományegyetem, Állam- és Jogtudományi Kar, Magyar Állam- és Jogtörténeti Tanszék. Kurzus: Politikusi portrék a dualizmus korában

## Fő művei
- Wekerle Sándor, a Monarchia aranyembere. Gondolat Kiadó, 2021.
- Az állam szerepe Eger város szőlészetének újjáépítésében. A Heves Megyei Levéltár közleményei 20. (Eger, 2013)
- Lukács László „főfinánc” Eger város „szabottelvű” követe 1896-ban. A Heves Megyei Levéltár közleményei 19. (Eger, 2010)